# Alice in Chains
Alice in Chains (často zkracováno na AiC, česky „Alenka v řetězech“) je americká rocková skupina založená v Seattlu v roce 1987. Od roku 2006 sestavu tvoří zpěváci/kytaristé Jerry Cantrell a William DuVall, baskytarista Mike Inez a bubeník Sean Kinney. Zpěvák Layne Staley a baskytarista Mike Starr jsou bývalými členy skupiny. Název kapely pochází z předchozí Staleyho skupiny, Alice N' Chains.. Alice in Chains je často spojována s grungeovou hudbou, přičemž jejich zvuk a styl jsou silně zakořeněné v heavy metalu. Skupina je známá svým charakteristickým vokálním stylem, který často zahrnoval harmonizované vokály mezi Staleym a Cantrellem (později Cantrellem a DuVallem).
Alice in Chains dosáhli mezinárodní slávy jako součást grungeového hnutí počátku 90. let spolu s dalšími seattleskými kapelami jako Nirvana, Pearl Jam a Soundgarden. Během tohoto období uspěli s alby Facelift (1990), Dirt (1992) a Alice in Chains (1995), stejně jako s EP Jar of Flies (1994). Kapela byla od roku 1996 sužována dlouhými obdobími nečinnosti, především kvůli Staleyho závislosti na drogách, která vedla k jeho smrti v roce 2002 a způsobila přerušení činnosti skupiny. Alice in Chains se znovu sjednotili v roce 2005, přičemž DuVall se přidal v roce 2006 jako rytmický kytarista a sdílený hlavní zpěvák; od té doby vydali další tři alba: Black Gives Way to Blue (2009), The Devil Put Dinosaurs Here (2013) a Rainier Fog (2018).
Od svého vzniku Alice in Chains vydali šest studiových alb, tři EP, tři živá alba, čtyři kompilace, dvě DVD, 43 hudebních videí a 32 singlů. Skupina prodala více než 30 milionů desek po celém světě, z toho přes 20 milionů pouze v USA. Na hitparádě Billboard Mainstream Rock Tracks měli 18 písní v Top 10 a pětkrát dosáhli první příčky, a obdrželi jedenáct nominací na cenu Grammy. Kapela byla zařazena na 34. místo v žebříčku „100 největších hardrockových umělců“ stanice VH1 a na 15. místo v žebříčku „největších koncertních kapel“ časopisu Hit Parader
.

## Historie

### V původní sestavě (1987-1998)

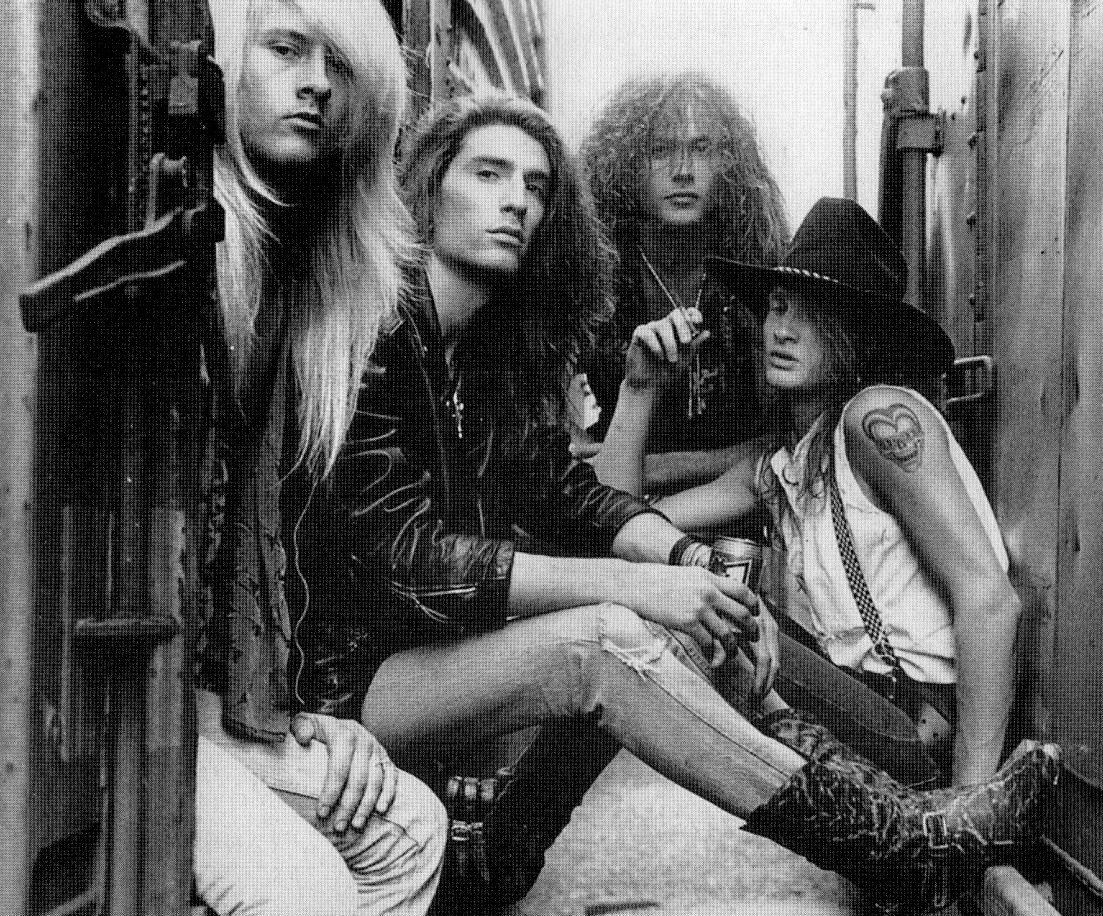
Původní sestava v roce 1988, zleva: Jerry Cantrell, Sean Kinney, Mike Starr, Layne Staley.

Zvuk Alice in Chains byl již od prvních studiových nahrávek charakteristický hutným zvukem kytar a tíživými zdvojenými vokály. Na nich se podíleli hlavní vokalista Layne Staleyho spolu s kytaristou Jerrym Cantrellem. 
Oba jmenovaní se seznámili v roce 1987 a do nové skupiny přibrali baskytaristu Mikea Starra a bubeníka Seana Kinneyho.  V roce 1990 vydali debutové album Facelift se singly We Die Young a Man In the Box. O dva roky později následovalo EP Sap a zejména průlomové album Dirt, kterým se Alice in Chains stali předními představiteli globálně úspěšné vlny alternativního rocku ze Seattlu..
Fungování Alice in Chains bylo od počátku poznamenáno drogovou závislostí na heroinu obou hlavních představitelů Staleyho a Cantrella. Zejména na nejslavnějším albu Dirt z roku 1992 se v textech ke svým neduhům takřka otevřeně přiznávají. Oba byli téměř výhradními autory hudby i textů. Na EP Jar Of Flies z roku 1994 se objevily v tvorbě skupiny i jemnější, akusticky hrané písně.
V roce 1993 Starra na pozici baskytaristy vystřídal Mike Inez. Na jaře roku 1995 začala kapela v Bad Animals Studio v Seattlu s producentem Tobym Wrightem. Stanley ho nahrával během své závislosti na heroinu. „Bylo to opravdu bolestivé nahrávání. Bylo děsivé vidět Layna v tomto stavu. V normálním rozpoložení to ale byl skvělý a bystrý chlap,“ vzpomínal později Cantrell. Alba vydaného v listopadu 1995 se prodaly 3 milony kopií. Za písně Grind a Again kapela získala dvě nominace na cenu Grammy.  
V roce 1995 se Staley podílel na projektu hudební superskupiny Mad Season (společně např. s Mikem McCreadym z Pearl Jam nebo Markem Laneganem ze Screaming Trees) a nahráli její jediné album Above.
Posledním milníkem Alice in Chains v této fázi jejich existence je záznam živého akusticky hraného koncertu v rámci série MTV Unplugged, který kapela odehrála v roce 1996.
V roce 1998 přestali být Alice in Chains aktivní. 20. dubna 2002 byl Layne Staley nalezen mrtvý ve svém bytě. Dle koronera byl za příčinu úmrtí označeno předávkování speedballem 5. dubna 2002. Smrt si Layne pravděpodobně způsobil úmyslně. Stanleyho smrt byla považováno další pokračovaní kapely za nemyslitelné. Cantrell později přiznal: „Pořád jsem naivně doufal, že závislost nějak překoná. Nicméně jsem považoval za samozřejmé, že Alice In Chains zemřeli s ním. Po pár letech se mi však začalo po kapele stýskat.“ 

### Po smrti Layna Stanleyho (2005–současnost)
Od roku 2005 skupina opět hraje v pozměněné sestavě. Pozici frontmana po zesnulém Stanleyovi převzal zpěvák William DuVall. Spolu s ním Alice in Chais dosud vydali tři alba s novým materiálem. V letech 2006, 2009, 2010 a 2019 zavítali Alice In Chains i do České republiky.
V březnu v roce 2011 zemřel bývalý baskytarista Mike Starr ve věku 44 let, pravděpodobně na předávkování.

## Sestava
Současná sestava
- Jerry Cantrell - kytara (od 1988)
- Sean Kinney - bicí (od 1988)
- Mike Inez - baskytara (od 1993)
- William DuVall - zpěv (od 2006)

#### Bývalí členové
- † Layne Staley - zpěv, kytara (1988–2002)
- † Mike Starr - baskytara (1988–1993)

## Diskografie
- Facelift (1990)
- Sap (EP, 1992)
- Dirt (1992)
- Jar of Flies (EP, 1994)
- Alice in Chains (1995)
- MTV Unplugged (1996)
- Live (2000)
- Black Gives Way to Blue (2009)
- The Devil Put Dinosaurs Here (2013)[17]
- Rainier Fog (2018)